# U 65 (U-Boot, 1916)
U 65 war ein diesel-elektrisches U-Boot der deutschen Kaiserlichen Marine, das im Ersten Weltkrieg zum Einsatz kam.

## Einsätze
U 65 lief am 21. März 1916 bei der Germaniawerft in Kiel vom Stapel und wurde am 11. Mai 1916 in Dienst gestellt. Die Kommandanten des U-Bootes waren Hermann von Fischel (11. Mai 1916 – 18. Juli 1918), Gustav Sieß (19. August 1918 – 29. September 1918) und Clemens Wickel (30. September 1918 – 28. Oktober 1918).
U 65 war bis November 1916 der IV. U-Boot-Flottille (Emden / Borkum) und im Anschluss bis Oktober 1918 der U-Flottille Mittelmeer in Pola zugeordnet.
U 65 führte während des Ersten Weltkriegs elf Feindfahrten im Mittelmeer und in der Nordsee durch. Dabei wurden insgesamt 48 Handelsschiffe der Triple Entente und neutraler Staaten mit einer Gesamttonnage von 77.715 BRT versenkt. Die beiden größten Schiffe waren der französische Truppentransporter Athos (ca. 12.600 BRT) sowie das ebenfalls als Truppentransporter eingesetzte britische Passagierschiff Caledonia (ca. 9.200 BRT). Die Athos wurde am 17. Februar 1917 auf ihrer Fahrt von Yokohama nach Marseille etwa 200 Meilen südöstlich von Malta versenkt. Bei ihrem Untergang kamen rund 750 Menschen ums Leben. Die Caledonia wurde am 4. Dezember 1916 auf ihrer Fahrt von Thessaloniki nach Marseille ebenfalls in der Nähe von Malta versenkt. Unter den übrigen versenkten Schiffen befanden sich zahlreiche kleine Segelboote, oftmals italienisch beflaggt.

## Technik
Die Dieselmotoren der U-Boote U 63 bis U 65 wurden ursprünglich für die Kaiserlich Russische Marine in Auftrag gegeben. Nach Beginn des Ersten Weltkriegs wurden sie jedoch durch das Deutsche Reich beschlagnahmt und in vereinfachte U-Bootkörper eingebaut.

## Verbleib
Bei der Räumung des österreichischen Marinehafens von Pola wurde U 65 am 29. Oktober 1918 in küstennahen Gewässern auf der Position 44° 52′ N, 13° 50′ O zur Selbstversenkung gesprengt.